# Alexander von der Mark
Graf Friedrich Wilhelm Moritz Alexander von der Mark („das Anderchen“) (* 4. Januar 1779; † 1. August 1787 in Berlin) war ein illegitimer Sohn König Friedrich Wilhelms II. von Preußen und seiner Geliebten, der Gräfin Wilhelmine von Lichtenau. 
Nach der Thronbesteigung seines Vaters 1786 wurden er und seine Schwester Marianne von der Mark mit dem gräflichen Titel des 1609 ausgestorbenen und von den preußischen Hohenzollern beerbten Hauses Mark in den Adelsstand erhoben. Nicht ganz auszuschließen ist, dass der Halbbruder des späteren Königs Friedrich Wilhelm III. im folgenden Jahr vergiftet wurde. Letzterer ließ die Gräfin Lichtenau gleich nach dem Tod des Vaters 1797 verhaften und enteignen. 
Alexander wurde verewigt durch das 1788/89 von Johann Gottfried Schadow geschaffene Grabmal, das ursprünglich in der Dorotheenstädtischen Kirche in Berlin aufgestellt war und heute in der Berliner Alten Nationalgalerie als Dauerleihgabe der Dorotheenstädtischen Kirchengemeinde zu sehen ist.

Grabmal des Grafen Alexander von der Mark
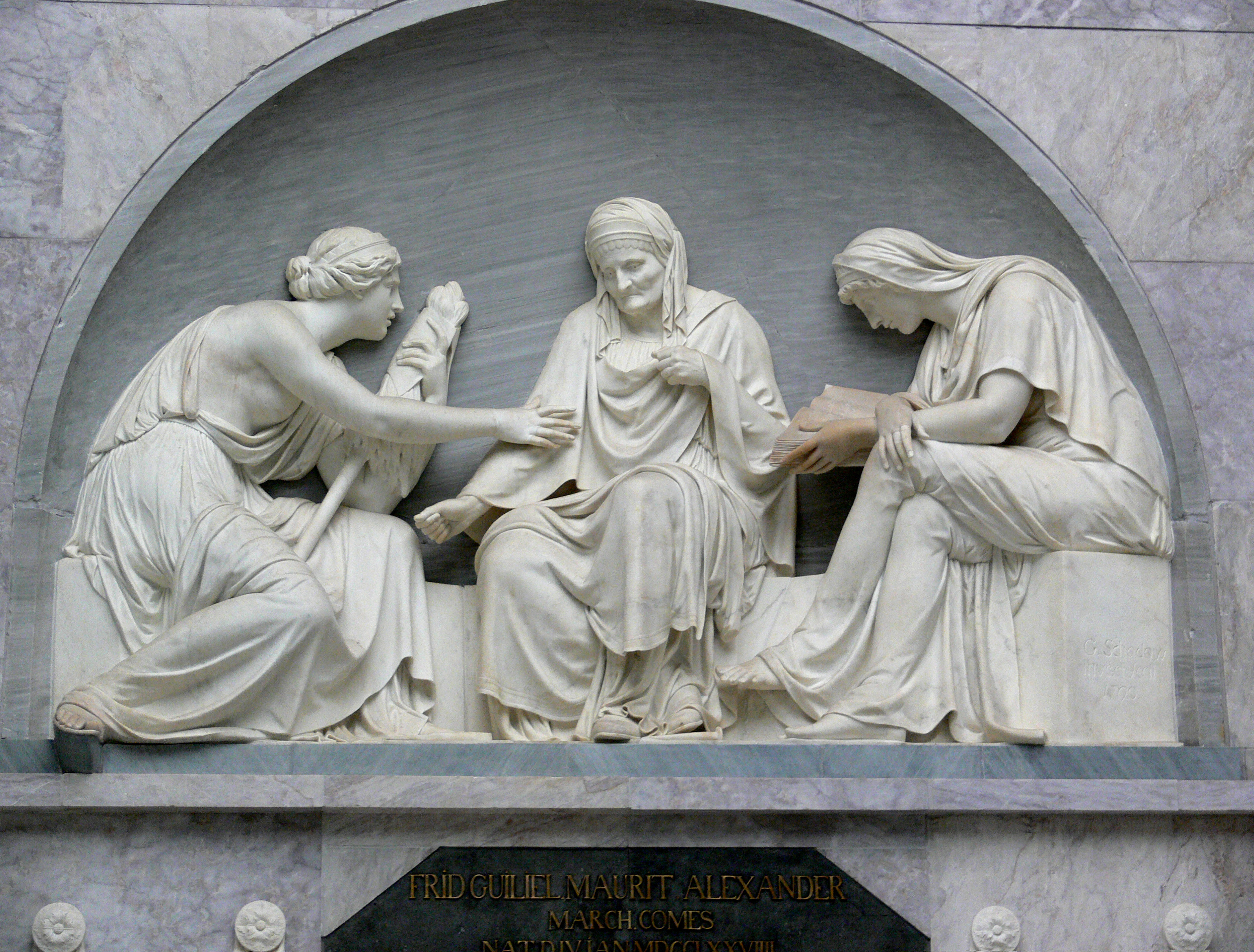
Ausschnitt Moiren
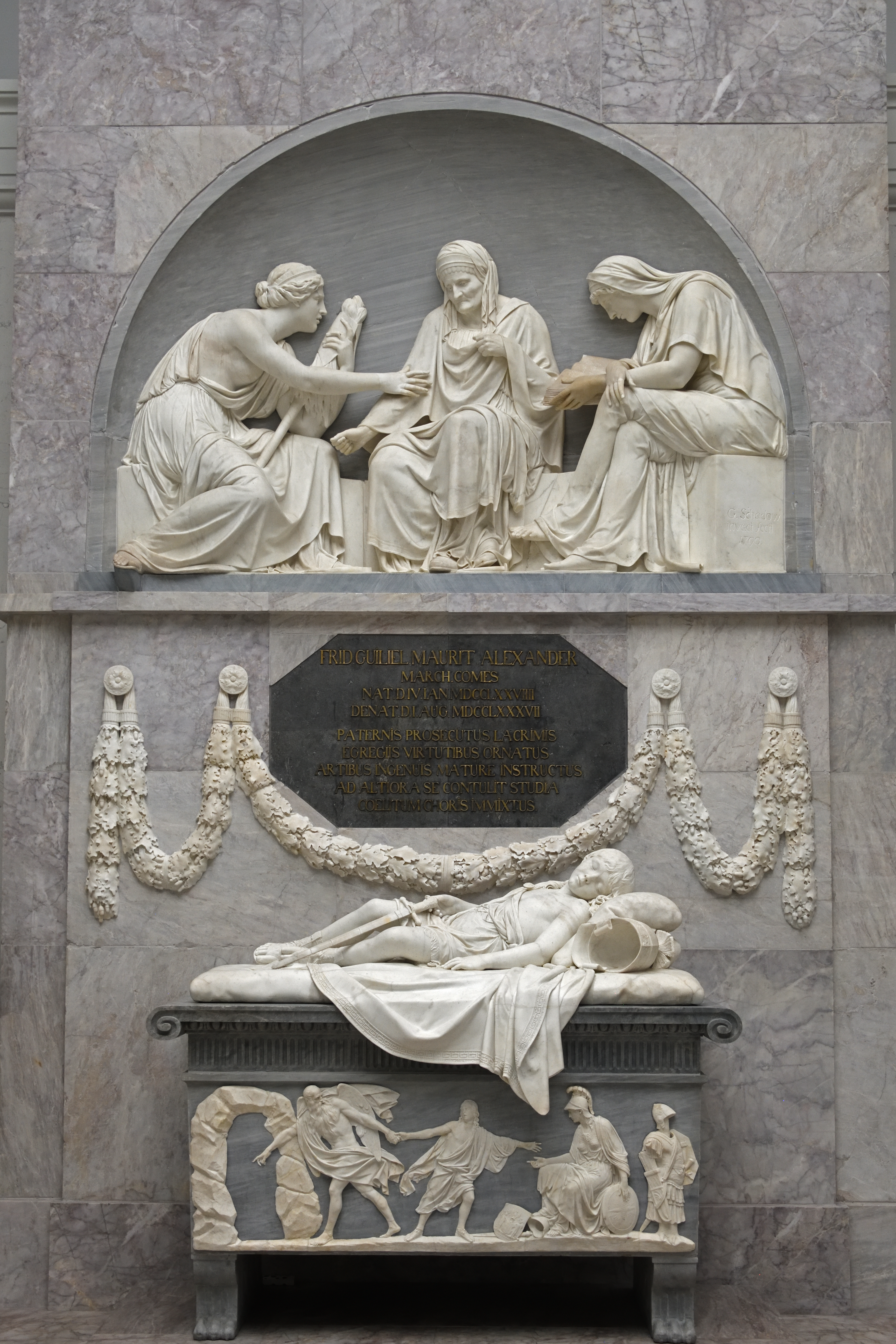
Schadow: Grabmal des Grafen
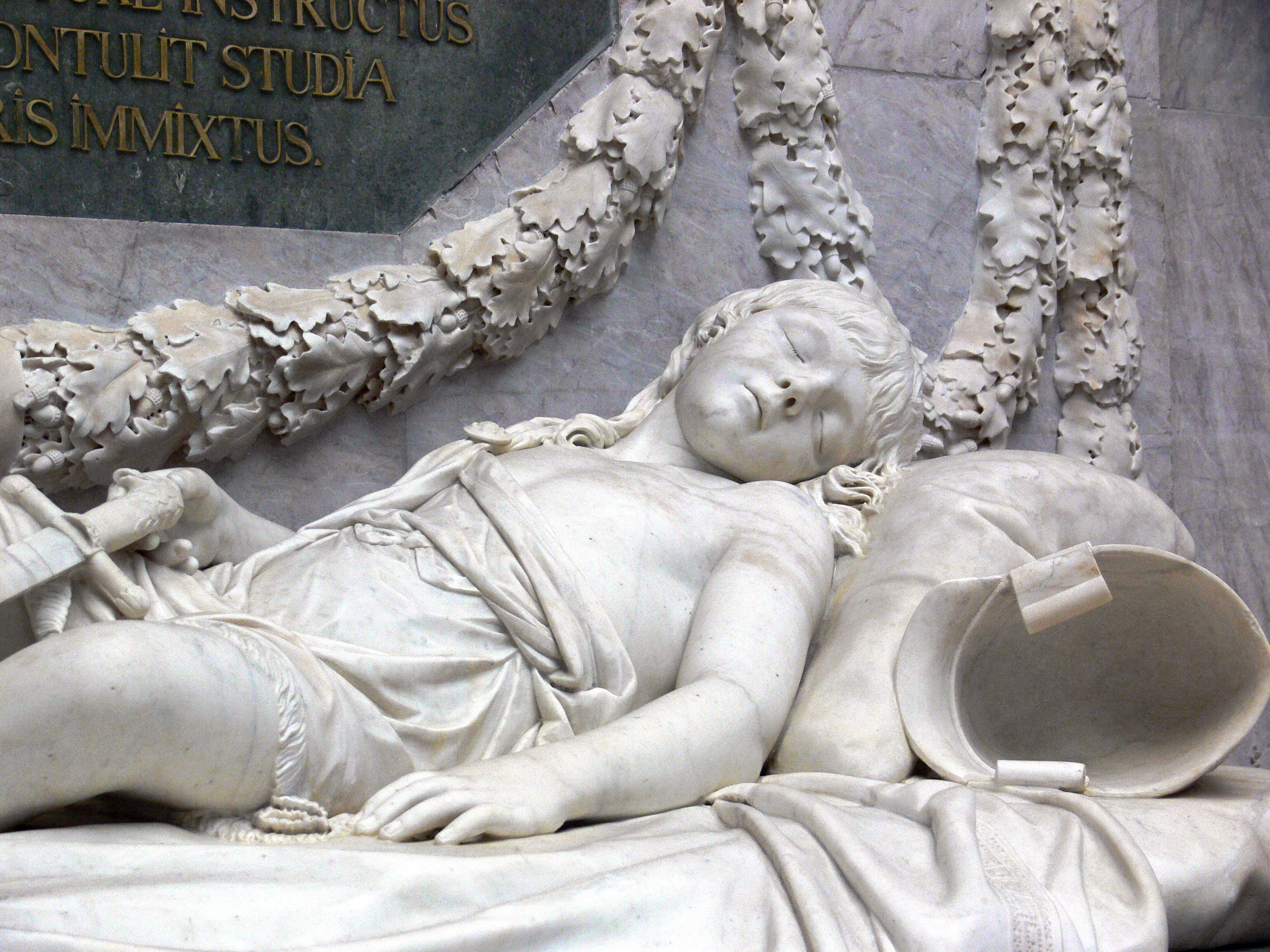
Ausschnitt